# Xiphophorus clemenciae
Xiphophorus clemenciae es una especie de peces de la familia de los pecílidos en el orden de los ciprinodontiformes.

## Morfología
Los machos pueden alcanzar los 4 cm de longitud total y las hembras los 3 cm.

## Distribución geográfica
Se encuentran en América: México (Oaxaca).